# Menschliche Dinge
Menschliche Dinge (Originaltitel: Les choses humaines, internationaler Titel The Accusation) ist ein französischer Film von Yvan Attal aus dem Jahr 2021. In dem Film geht es um einen jungen Mann, der nach einer Party der Vergewaltigung beschuldigt wird. Attal thematisiert in seinem Film neben der Mechanik der Justizmaschinerie und der Rolle der sozialen Medien die Frage nach dem sexuellen Konsens.

## Handlung
Alexandre Farel, der an der Stanford-Universität in Kalifornien studiert, besucht seine Eltern, die getrennt leben, in Paris. Sein Vater Jean, ein bekannter Fernsehjournalist und alternder Womanizer, soll mit einem Preis ausgezeichnet werden. Seiner Mutter Claire ist eine feministische Intellektuelle, die mit ihrer Haltung zu Sexualstraftaten und der französischen Einwanderungspolitik von sich reden macht, und deren Thesen kontrovers diskutiert werden. Bei einem Abendessen bei seiner Mutter und ihrem neuen Partner, einen Professor für Literatur an der Universität, lernt er dessen noch minderjährige Tochter Mila kennen und nimmt das Mädchen mit auf eine Party. Mila ist schüchtern, sie wird von ihrer Mutter, einer streng orthodoxen Jüdin, alleine aufgezogen.
Am nächsten Tag steht die Polizei vor Alexandres Tür: Mila hat ihn wegen Vergewaltigung angezeigt. Über die Party erzählt der Film zunächst aus der Perspektive Alexandres, dann noch einmal aus Milas Perspektive, wobei die eigentliche Tat im Film ausgespart bleibt. Alexandre ist sich keiner Schuld bewusst, es habe nur Sex in gegenseitigem Einverständnis gegeben, während Mila aussagt, sie habe aus Angst vor Alexandre, der ein Messer bei sich gehabt habe, nachgegeben. In der folgenden Gerichtsverhandlung werden zunächst psychiatrische Gutachter, Leumundszeugen befragt, Klägerin und Angeklagter ins Kreuzverhör genommen, bevor der Staatsanwalt und der Verteidiger ihre Plädoyers halten und das Urteil verkündet wird.

## Produktion
Für Yves Attal und Yaël Langmann ist es das dritte gemeinsame Drehbuch nach Mon chien Stupide (2019) und Die brillante Mademoiselle Neïla (2017). Literarische Vorlage ist der Roman Les choses humaines von Karine Tuil, der 2019 mit dem Prix Interallié und dem Prix Goncourt des lycéens ausgezeichnet wurde. Tuil thematisiert in ihrem Roman einen Vergewaltigungsfall an der amerikanischen Eliteuniversität Stanford. Ein Student war, nachdem er eine bewusstlose Frau vergewaltigt hatte, zu einer nur kurzen Haftstrafe verurteilt worden, was in den USA zu empörten Reaktionen in der Presse und in den Sozialen Medien geführt hatte.
Attal besetzte die Rolle des Studenten Alexandre mit seinem Sohn Ben Attal, der hier zum ersten Mal eine Hauptrolle in einem Film seines Vaters übernahm. Die Rolle der Mutter Alexandres spielte Charlotte Gainsbourg, Attals langjährige Lebensgefährtin. Für die Theaterschauspielerin Suzanne Jouannet war die Rolle der Mila die erste in einem Film überhaupt. Die Rolle des Professors übernahm Matthieu Kassovitz, in dessen Kurzfilm Cauchemar blanc (1991) Attal selbst gespielt hatte, und mit dem er dann 2023 in Les Enfants de la forêt von Olivier Casas als Schauspieler gemeinsam vor der Kamera stand.

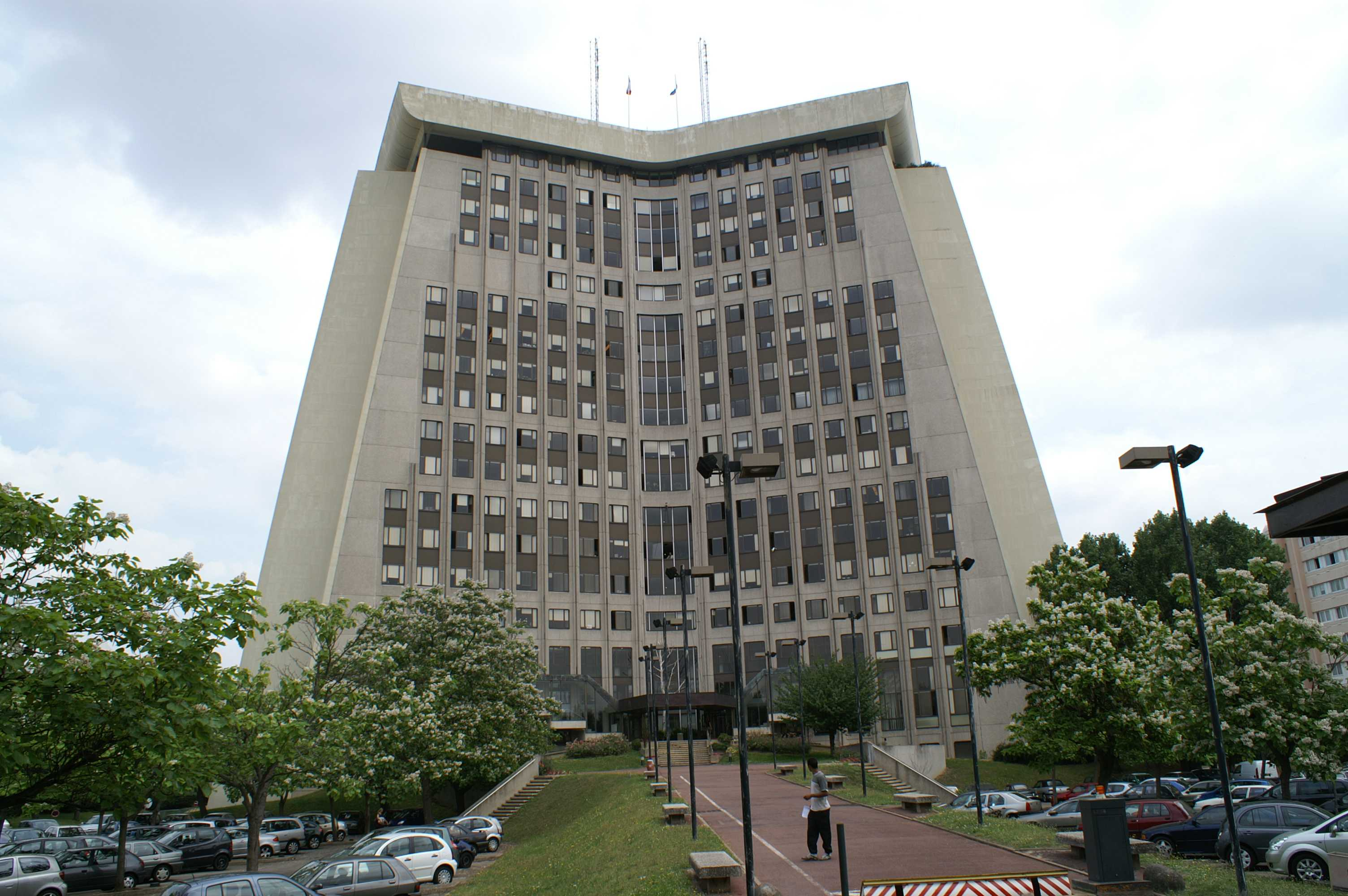
Palais de justice in Créteil

Für den Kameramann Rémy Chevrin war es der sechste Film seit 2001 mit Attal als Regisseur. Gedreht wurde im Format CinemaScope, mit Ausnahme der strittigen Szene während der Party, die in Rückblende gezeigt wird, und die im quadratischen 1/33 Format und in 16 mm aufgenommen wurde. Chevrin arbeitete mit einer Red Weapon Monstro sowie T-Series-Linsen, die – vor allem in den Gerichtsszenen – den Wechsel von langen Close-ups zu Szenen im CinemScope-Format erlauben, wodurch der Eindruck beklemmender Enge während der Verhandlung erzeugt werde, wie der Filmkritiker Walter Gasperi in seiner ausführlichen Analyse des Films bemerkt. Attal selbst erklärte in einem Interview, durch die Körnung der in 16-mm-Format aufgenommenen Sequenzen sollte die Idee vermittelt werden, dass es sich hier um eine „objektive Realität“ handelt, „anders als im Prozess, wo jeder seine eigene Version des Abends wiedergibt“. Die Gerichtsszenen wurden in einem Sitzungssaal des Palais de justice in Créteil gedreht.
Das Budget des Films betrug 7,9 Millionen Euro.

## Veröffentlichung
Der Film lief am 9. September 2021 in Venedig außerhalb des Wettbewerbs und anschließend auf internationalen Filmfestspielen weltweit. Am 1. Dezember 2021 kam er in die französischen Kinos. Premiere in Deutschland war am 29. Juni 2022 auf dem Filmfest München. 2023 veröffentlichte das Label MFA+ eine DVD in deutscher und französischer Sprache.

## Kritik
Während der Film in den USA mehrheitlich kühl und distanziert aufgenommen wurde, erhielt er in der französischen Presse durchweg positive Kritiken. Der Figaro nennt ihn „stark, verstörend, einfühlsam“. Die hohe Qualität des Films, der Anstoß nachzudenken, rühre her von dem großen Respekt gegenüber beiden Versionen der Geschichte, ohne die Sache der Frauen zu verraten, konstatiert der Kritiker von La Croix.
Athena Rivas von der Huffpost zieht Vergleiche zu der literarischen Vorlage. Yvan Attal beleuchte gut das Hin- und Hergerissensein [des Zuschauers]: Man urteile über ein Verbrechen aber auch über einen Menschen, und – wie die Jury den Gerichtssaal – verlasse man den Kinosaal nicht so, wie man ihn betreten habe.
Der Rezensent von fernsehserien.de nennt den Film einen Justiz-Thriller und schreibt: „Indem Alexandre in der Gerichtsverhandlung nur das Davor schildert, Mila dagegen die Ereignisse danach, bleibt der eigentliche Akt im Unklaren“. Durch diesen dramaturgischen Kunstgriff schaffe es Regisseur und Drehbuch-Co-Autor Yves Attal, eine atemberaubende Spannung aufzubauen. „Menschliche Dinge“, mit seinem Stoff passend zur #MeToo-Debatte, wirke deshalb mehr wie ein Justizthriller als ein gesellschaftskritisches Drama
Inszenatorisch schwanke „Menschliche Dinge“ zwischen einer hektischen, aufgrund ihrer Aufgesetztheit auf die Nerven gehenden Kameraarbeit in den ersten zwei Kapiteln und einer ruhigen und eleganten Kameraarbeit in den letzten zwei Kapiteln. Das Ensemble sei hingegen durchweg hervorragend. „Yvan Attal hat Karine Tuils gleichnamigen Roman verfilmt und daraus ein packendes Drama gemacht, das die Gemüter spalten dürfte. Im Gegensatz zum Roman kommen bei ihm beide Sichtweisen des Tathergangs (voll) zum Zuge. Herausgekommen ist eine eindringliche Adaption zu einem nach wie vor dringlichen Thema voller beeindruckender bis markerschütternder Darbietungen“, so das Fazit in spielfilm.de.